# Сен-Фаржо (станция метро)
Сен-Фаржо (фр. Saint-Fargeau) — станция линии 3bis Парижского метрополитена, расположенная в XX округе Парижа. Названа по рю Сен-Фаржо, получившей своё имя в честь французского политика и юриста Луи Мишеля Лепелетье де Сен-Фаржо.

## История
- Станция открыта 27 ноября 1921 года в составе пускового участка Гамбетта — Порт-де-Лила, входившего на тот момент в состав линии 3, но 27 марта 1971 года вычлененного в самостоятельную линию 3bis.
- Пассажиропоток по станции по входу в 2011 году, по данным RATP, составил 979 912 пассажиров[2]. В 2013 году данный показатель снизился до 884 413 человек (294-е место по данному показателю в Парижском метро)[3].

## Галерея

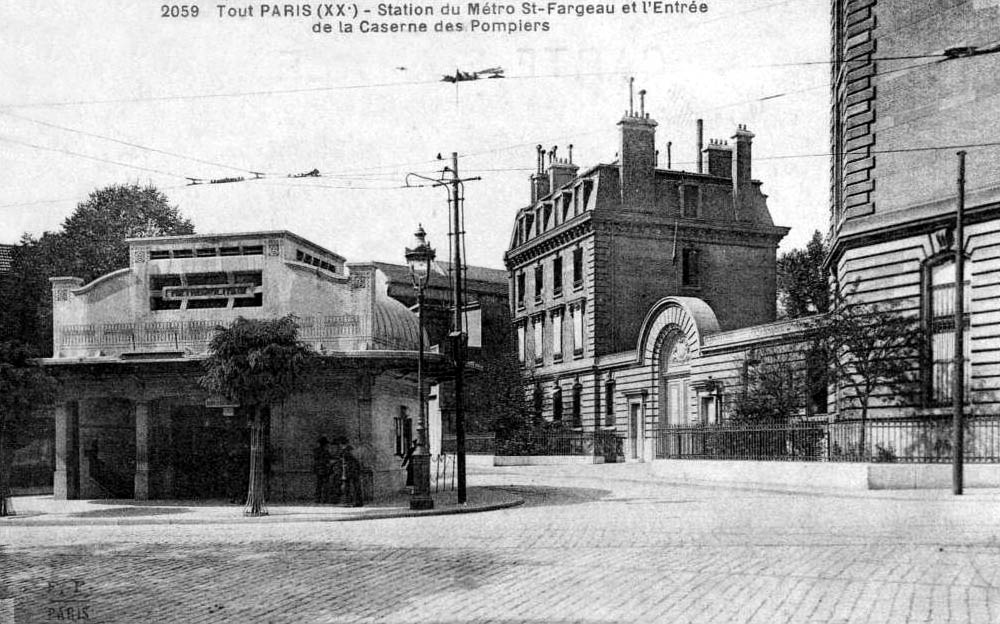
Вид на вестибюль (1920 год)
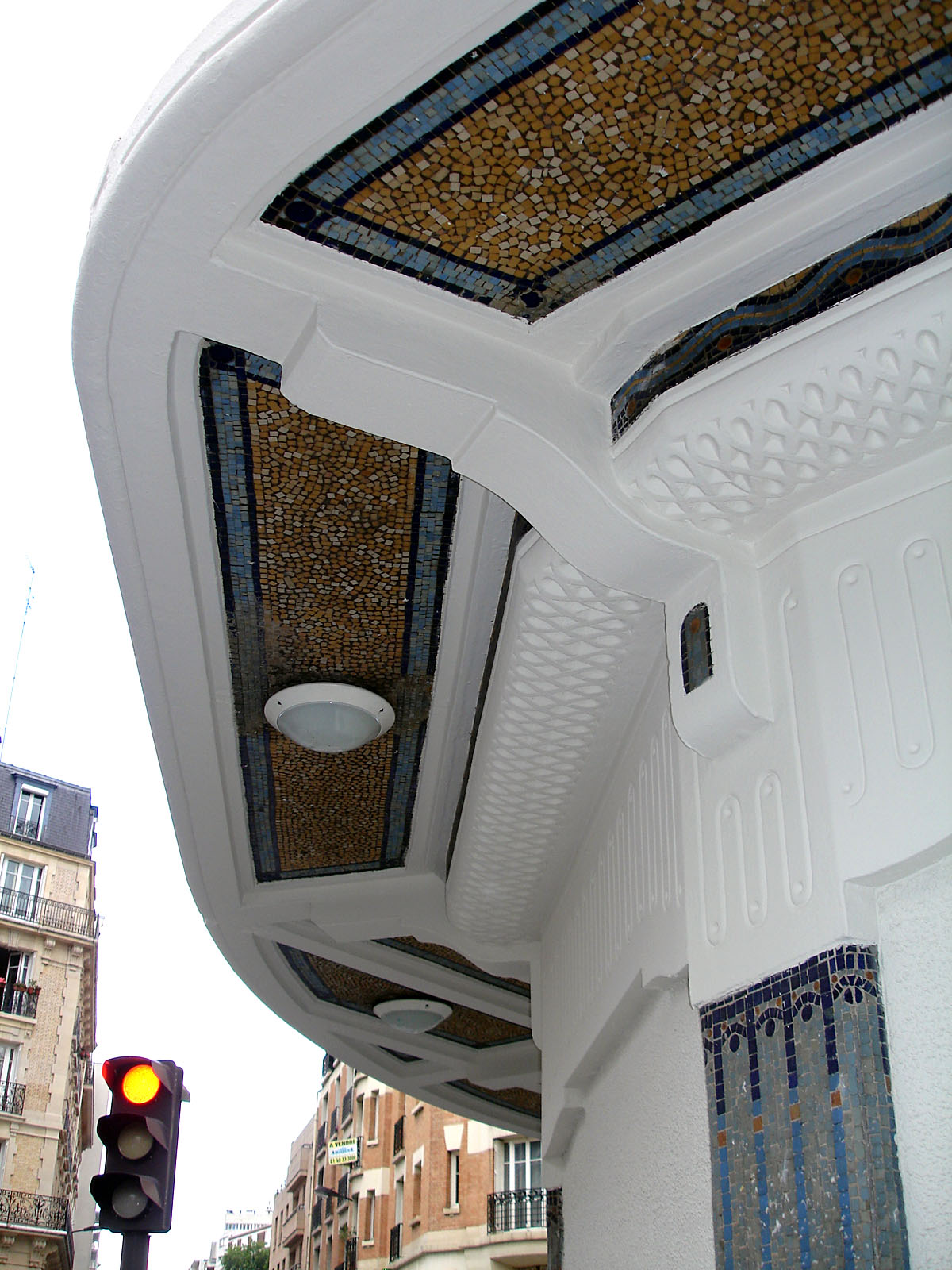
Оформление карниза вестибюля
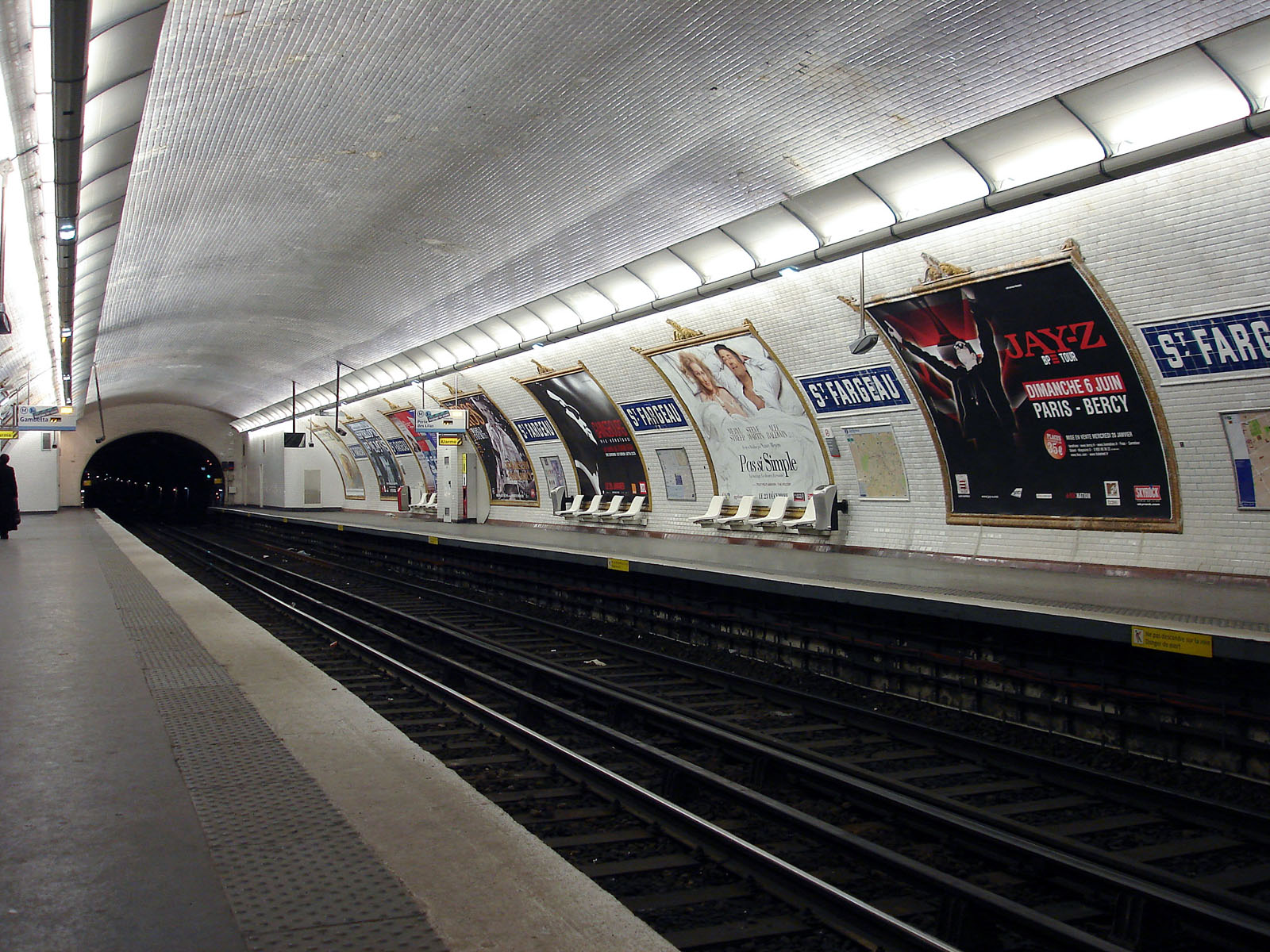
Зал станции